# Beziehungen zwischen Iran und den Vereinigten Staaten
Die Beziehungen zwischen Iran und den Vereinigten Staaten von Amerika reichen bis in das 19. Jahrhundert zurück. Seit 1980 bestehen seitens der Vereinigten Staaten (USA) keine diplomatischen Beziehungen mehr zur Islamischen Republik Iran. Als Reaktion auf die Geiselnahme von Teheran brachen die USA 1980 diese ab; stattdessen unterhalten sie eine „Virtuelle Botschaft“.
Seit 1981 vertritt die Schweiz als Schutzmacht die US-amerikanischen Interessen in Teheran. Umgekehrt wird Iran in Washington, D.C. durch Pakistan vertreten. Infolge der Tötung eines iranischen Generals durch die USA kam es 2020 sogar zu einem beschränkten militärischen Konflikt, und erneut 2025, als nach einem Angriff von US-Streitkräften auf die iranischen Atomanlagen Iran mit einem Gegenangriff auf den US-Stützpunkt im nahen Katar reagierte.

## Entwicklung
Die Anfänge der Beziehungen zwischen Amerika und Iran reichen zurück ins 19. Jahrhundert, als Iran den Vereinigten Staaten mehr Vertrauen schenkte als den kolonialen Ambitionen Russlands und Großbritanniens (→ „The Great Game“).

### 1925 bis 1978: Schahzeit
Vor den von Reza Schah Pahlavi ab 1925 durchgeführten Reformen hatte der iranische Staat keinerlei Organisation seine Macht durchzusetzen und war von Großgrundbesitzern, Stammesführern, Geistlichen und ausländischen Konzessionären abhängig. Dieser Reformprozess, um zu den modernen Industrienationen aufschließen zu können, wurde jäh durch den Zweiten Weltkrieg unterbrochen. Großbritannien und die Sowjetunion fielen 1941 in Iran ein und erzwangen den Rücktritt des Reza Schah Pahlavi, der im Zweiten Weltkrieg neutral hatte bleiben wollen. Zweck war die Versorgung des Kriegspartners Sowjetunion durch die Vereinigten Staaten über den sogenannten Persischen Korridor. 1943 kam es zur Teheran-Konferenz der Alliierten.
Nachdem Iran 1951 die nationale Ölindustrie verstaatlicht hatte (-> „Abadan-Krise“), beteiligte sich die US-amerikanische CIA (Central Intelligence Agency) am Sturz des Premierministers Mohammad Mossadegh (-> „Operation Ajax“). Ursprünglich als Erfolg betrachtet, bewerten die USA ihre Rolle bei diesem Staatsstreich mittlerweile kritisch.
Während der Schahzeit waren Iran und die USA befreundete Staaten, speziell unter Mohammad Reza Pahlavi.

### 1979: Islamische Revolution
Mit der Islamischen Revolution von 1979 wurde der amerikafreundliche Thronerbe Mohammad Reza Pahlavi jedoch abgesetzt und vertrieben; die USA wurden durch die Ereignisse überrascht. Der Schah, der an Krebs im Endstadium litt, bat darum, sich in den Vereinigten Staaten behandeln zu lassen. Entgegen den Warnungen der US-Botschaftsmitarbeiter vor Ort, die das neue Regime unter der Führung von Ayatollah Chomeini nicht provozieren wollten, entschied der damalige US-Präsident Jimmy Carter, dem Schah die Einreise in die USA zu gestatten.
Etwa zwei Wochen später stürmte eine Gruppe radikaler Anhänger Chomeinis das Botschaftsgebäude und nahm die US-Diplomaten und Botschaftsangehörigen als Geiseln. Die von Chomeini gestützte Geiselnahme dauerte mehr als ein Jahr an und verhalf ihm zum Ausbau seiner Macht. Am 4. April 1980 brachen die USA ihre diplomatischen Beziehungen zu Iran ab. Nach einem gescheiterten Befreiungsversuch gelang es erst 1981, durch Vermittlung Algeriens die Krise zu beenden: Die 52 US-Amerikaner durften Iran unversehrt verlassen, Iran verpflichtete sich, seinen Zahlungsverpflichtungen gegenüber amerikanischen Gläubigern nachzukommen, die USA gaben eingefrorene iranische Vermögen frei und hoben Sanktionen auf, und für Streitfälle wurde ein eigenes Schiedsgericht geschaffen, das Iran-United States Claims Tribunal. Jimmy Carter war durch die Geiselnahme geschwächt und unterlag im Wahlkampf Ronald Reagan.

### 1980: Erster Golfkrieg
Im Jahr 1980 brach der Iran-Irak-Krieg aus. Die USA nahmen den Irak 1982 von ihrer Liste der Terrorstaaten, damit US-Firmen Waffen an die irakische Seite verkaufen durften. Offizielle Begründung für die Unterstützung des Irak war die Freiheit der Schifffahrt. Allerdings lieferten die USA 1985 und 1986 im Geheimen auch Waffen an Iran, der seit 1984 auf der Liste der Terrorstaaten und damit unter Embargo stand. Ursprünglich sollte mit dieser Waffenlieferung Iran zur Freilassung US-amerikanischer Geiseln im Libanon bewegt werden; letztlich weitete sich der Skandal aus und ging als Iran-Contra-Affäre in die Geschichtsbücher ein.
Die Hisbollah stand in Verbindung mit dem Bombenanschlag auf die US-Botschaft in Beirut 1983, dem Anschlag auf den US-Stützpunkt in Beirut 1983 und dem Sprengstoff-Attentat in Khobar 1996.
Nachdem die US-Fregatte Samuel B. Roberts im April 1988 während ihrer Patrouillentätigkeit nordöstlich von Katar auf eine iranische Seemine gelaufen und schwer beschädigt worden war, schlug die United States Navy mit Operation Praying Mantis zurück. Am 3. Juli 1988 hatte das neuartige elektronische Aegis-Kampfsystem der Vincennes einen zivilen Airbus A300B2 der Iran Air irrtümlich als eine angreifende, feindliche F-14 Tomcat identifiziert. Nachdem die iranische Besatzung auf Kontaktversuche nicht reagiert hatte, ließ der amerikanische Kommandant das Flugzeug abschießen. 290 Menschen starben, darunter 254 Iraner. Im Februar 1996 stimmten die Vereinigten Staaten einer Schlichtung zu, in der sie sich verpflichteten, an Iran 131,8 Millionen US$ Schadensersatz zu zahlen.

### 1998: Wahl von Mohammad Chatami
Mit der Wahl von Mohammad Chatami entspannten sich die Beziehungen ab 1998; es kam zu Reiseerleichterungen und Lockerungen von Embargos. Die Annäherung kam jedoch bald zum Erliegen wegen des Widerstands iranischer Konservativer einerseits und andererseits wegen US-amerikanischer Vorbedingungen für weitere Gespräche, darunter die Forderung nach Änderung der iranischen Politik bezüglich Israels, des Atomprogramms und der Unterstützung des Terrorismus.

### 2001: Nach den Terroranschlägen am 11. September
Unmittelbar nach den Anschlägen vom 11. September hatten sich Amerikaner um US-Botschafter Ryan Crocker mehrfach heimlich mit Iranern getroffen, um gemeinsam die Taliban zu bekämpfen. Diese Zusammenarbeit geriet ins Stocken, nachdem Präsident George W. Bush im Januar 2002 Iran als Teil der Achse des Bösen bezeichnete. Im September 2019 berichtete Die Zeit über bislang geheime Dokumente, denen zufolge die Islamische Republik Iran bereits 2001 an der Entwicklung einer eigenen Atombombe gearbeitet habe. Entsprechende Informationen, über die der BND dank eines Spions im iranischen Atomprogramm verfügt habe, habe der deutsche Geheimdienst an die USA weitergereicht.
Im Juni 2005 rief die frisch ernannte Außenministerin Condoleezza Rice den IAEO-Chef Mohammed el-Baradei dazu auf, schärfer gegen Iran vorzugehen.
Im März 2006 töteten Anhänger der angeblich von den USA unterstützen Partei für ein Freies Leben in Kurdistan 24 iranische Sicherheitskräfte.
Im September 2006 bewilligte der US-Kongress 10 Millionen US$ für oppositionelle Gruppen in Iran (Iran Freedom and Support Act).
Im April 2007 berichtete ABC News, die USA unterstützten seit 2005 die sunnitische Terror-Organisation Dschundollah in Iran. Im Februar 2010 fing Iran den Dschundollah-Führer Abdolmalek Rigi ab und ließ ihn im Juni hängen.
Im Januar 2007 durchsuchten US-Militärs in Erbil das iranische Verbindungsbüro, kurz bevor es offiziell als Konsulat anerkannt wurde und damit unter dem Schutz der Wiener Konvention gestanden hätte. Die USA nahmen iranische Diplomaten gefangen und ließen diese erst im Juli 2009 wieder frei.
Zuvor war im April 2009 die iranisch-US-amerikanische Journalistin Roxana Saberi in Iran wegen Spionage zunächst zu acht Jahren Haft verurteilt, im Mai dann jedoch von einem Berufungsgericht auf Bewährung freigelassen worden.
Als Fortschritt in den Beziehungen beider Staaten wurde der Besuch des frisch gewählten Präsidenten Hassan Rohani 2013 in New York City betrachtet. Allerdings schlug er das Angebot aus, sich mit Präsident Obama zu treffen. Stattdessen kam es lediglich zu einem Telefonat zwischen den beiden, wofür Rohani bei seiner Rückkehr in Teheran mit Protesten empfangen wurde.

### 2014: Abschluss des Atomabkommens
Zu einer Annäherung zwischen Iran und der USA kam es mit dem Abschluss des Vertrags über das Iranische Atomprogramm am 14. Juli 2015 mit den UN-Vetomächten und Deutschland, mit dem die iranische Führung den Austritt Irans aus seiner internationalen Isolation erreichte (Joint Comprehensive Plan of Action, „Gemeinsamer umfassender Aktionsplan“, JCPOA).

### 2016: Aufhebung von Sanktionen und Erlass neuer Sanktionen
Mit dem Abkommen von Wien vom 16. Januar 2016 wurde zusätzlich eine kurzfristige Aufhebung der internationalen Sanktionen erreicht. Wegen des iranischen Raketenprogramms verhängten die USA jedoch bereits am Folgetag neue Sanktionen.

### 2018: Ausstieg der USA aus dem Abkommen
Am 8. Mai 2018 verkündete der damalige US-Präsident Donald Trump den Ausstieg der USA aus dem Atomabkommen mit Iran, was international Besorgnis auslöste. Die Europäische Union (EU), Russland sowie die Volksrepublik China z. B. wollten daran festhalten bzw. ein entsprechendes neues Abkommen verhandeln. Die EU reaktivierte ein 1996 eingeführtes Gesetz (Blocking Statute) zum Schutz in der EU ansässiger Unternehmen vor US-Sanktionen gegen Iran, Kuba und Libyen: EU-Unternehmen wäre es nach dessen Wiederinkrafttreten unter Strafe verboten, US-Sanktionen umzusetzen. Die Islamische Republik Iran erhob im Juli 2018, gestützt auf den US-Iranischen Freundschaftsvertrag von 1955, beim Internationalen Gerichtshof eine Klage gegen die Vereinigten Staaten. Das Gericht erließ eine einstweilige Anordnung gegen die USA bis zur Entscheidung in der Hauptsache.
Die Regierung Trump kündigte den US-iranischen Freundschaftsvertrag.

### 2019: US-amerikanische Sanktionen gegen Vertragspartner Irans
Mit dem Ablauf der im November 2018 von den USA erteilten Ausnahmegenehmigungen, mit denen weiter für 6 Monate Geschäfte mit der Islamischen Republik Iran gemacht werden durften, verschärfte die US-Regierung Ende April 2019 die Sanktionen, mit dem Ziel, Iran von den fünf wichtigsten internationalen Käufern seines Öls abzuschneiden. Es handelte sich um China, mit 50 % der Exporte, dazu Indien, Japan, Süd-Korea und die Türkei. Ab 2. Mai 2019 griffen demnach Strafmaßnahmen gegen alle Unternehmen, die in Ölgeschäfte mit Iran verwickelt seien. Dadurch entstanden Spannungen im Golf von Oman 2019. Die USA koordinierten sich zeitgleich mit Saudi-Arabien, um Lieferengpässe bei Erdöl zu vermeiden. Die Europäische Union erwies sich als hilflos gegenüber dem Druck der US-Sanktionen. Der Versuch, über die eigens dafür im Januar 2019 gegründete Instex weiter mit Iran Handel zu treiben, wurde nicht von einer gesetzlichen Absicherung für potentiell von den USA bestrafte europäische Konzerne begleitet, während die Europäische Union das Befolgen der US-Sanktionen für eigene Unternehmen faktisch straffrei stellte. Unter diesen Voraussetzungen stiegen viele Unternehmen aus dem Iranhandel aus.
Am 21. Juni 2019 soll Donald Trump einen Angriff auf Iran befohlen haben, den er zehn Minuten vor Beginn der Ausführung des Befehls zurückgenommen haben soll.
Am 8. Juli 2019 informierte Iran die Internationale Atomenergie-Organisation (IAEO) über die bereits am Vortag begonnene Überschreitung des im Abkommen festgesetzten Urananreicherungslimits von 3,67 Prozent. Die Iranische Atomenergieorganisation (AEOI) gab an, Uran vorerst nur bis 4,5 Prozent anreichern zu wollen. Gleichzeitig ließ das Land Möglichkeiten für diplomatische Lösungen offen, auch für die USA, sollten diese ihre Sanktionen gegen Iran aufheben. Einstweilen reicherte Iran das Uran in den ihm zugestandenen Anlagen nicht nur unzulässig an; er überschritt auch die vertraglich zulässigen Mengengrenzen für die Verarbeitung von Uran und steigerte das Tempo seiner Zentrifugen. Mit dem im September 2019 verübten Angriff auf Abqaiq und Churais in Saudi-Arabien kam es abermals zu gegenseitigen Vorwürfen und Drohungen.

### 2020: Militärischer und politischer Schlagabtausch
Am 3. Januar 2020 wurde der iranische General Qasem Soleimani durch eine US-Drohne gezielt getötet. Der iranische UNO-Botschafter bezeichnete diesen Akt als Staatsterrorismus. In einem Brief an den Sicherheitsrat der Vereinten Nationen behielt sich die iranische Führung das Recht auf Selbstverteidigung vor. In den Tagen nach Soleimanis Tod kam es zu Angriffen auf die US-amerikanische Botschaft durch iranische Demonstranten. Als Reaktion darauf stationierten die Vereinigten Staaten zusätzliche Soldaten in der Region. Die Islamische Republik Iran kündigte an, sich nach der Tötung von Soleimani nicht mehr an das Atomabkommen von 2015 zu halten und unbegrenzt Uran anzureichern; zudem kündigte er den USA Vergeltung an. Am 8. Januar 2020 feuerten iranische Revolutionsgarden Raketen auf zwei US-Militärstützpunkte im Irak: den Luftwaffenstützpunkt Ain al-Assad im Zentrum des Landes und eine Basis nördlich der Stadt Erbil. US-Präsident Trump kündigte danach weitere Wirtschaftssanktionen gegen Iran an.
Wenige Stunden nach dem Angriff Irans stürzte ein Verkehrsflugzeug, der ukrainische Ukraine-International-Airlines-Flug 752, auf dem Weg von Teheran nach Kiew kurz nach dem Start ab; alle 176 Insassen starben. Nach anfänglichen Dementis übernahm Iran am 11. Januar 2020 die volle Verantwortung und behauptete, das Flugzeug sei aus menschlichem Versagen versehentlich mit Flugabwehrraketen abgeschossen worden. Er versprach volle Aufklärung und eine Entschädigung für die Hinterbliebenen.
Am 29. Juni 2020 erließ Iran wegen des Drohnenangriffs auf General Soleimani einen Haftbefehl gegen US-Präsident Trump und 35 weitere Personen wegen „Mordes und Terrorismus“ und bat Interpol um Unterstützung bei Trumps Gefangennahme. Interpol lehnte die Ausstellung eines internationalen Haftbefehls ab.
Im November 2020 hatte Iran laut der IAEO das Zwölffache der Menge von angereichertem Uran erreicht, die im aufgekündigten Abkommen zugelassen waren.
Ende November 2020, nach der US-Präsidentschaftswahl 2020, starb der iranische Atomforscher Mohsen Fakhrizadeh bei einem Attentat. Iran hat Israel und die USA des Mordes beschuldigt.

### 2024: Weitere US-Sanktionen gegen Iran
Als Reaktion auf den iranischen Raketenangriff auf Israel am 1. Oktober 2024 verhängten die USA im selben Monat neue Sanktionen gegen Iran. Die sollen nach Angaben der US-Regierung darauf abzielen, die Einnahmen der iranischen Regierung für ihr Atomprogramm, die Raketenentwicklung und die Unterstützung von Terrororganisationen zu unterbrechen. Betroffen von den neuen Sanktionen gegen sind nach Angaben des US-Außenministeriums Unternehmen, die im iranischen Erdölhandel tätig sind, sowie mehrere Tanker, die iranisches Erdöl transportieren.

### 2025: Erste US-Angriffe auf nukleare Einrichtungen Irans und weitere Sanktionen
Am 21. Juni 2025 griffen die USA auf Befehl von US-Präsident Donald Trump in den israelisch-iranischen Krieg ein und bombardierten drei iranische Anlagen zur Urananreicherung. Als Reaktion attackierte Iran den größten US-Militärstützpunkt in der Region, die Al Udeid Air Base. Im Folgemonat verhängte die US-Regierung Sanktionen gegen mehr als 100 iranische Personen, Firmen und Schiffe, um Irans Einnahmen aus Ölgeschäften zu stoppen.

## Wirtschaftsbeziehungen
Vor der Islamischen Revolution waren die USA der wichtigste wirtschaftliche und militärische Partner Irans. 1995 verhängte Präsident Bill Clinton neue Wirtschaftssanktionen, die von Präsident Bush verlängert wurden.
Der Handelsüberschuss der USA 2008 betrug 623 Millionen US-Dollar; während US-Exporte nach Iran im Vergleich zum Vorjahr auf 537 Mio. Dollar gestiegen waren, sanken US-Importe aus Iran auf 86 Mio. Dollar. In diesen Zahlen nicht erfasst ist der indirekte Handel über Drittländer, mit dem Embargos umgangen werden. 2010 hatten sich die US-Ausfuhren mehr als halbiert auf 281,8 Mio. Dollar.
Der National Iranian American Council schätzt, dass den USA durch die Sanktionen seit 1995 mindestens 135 Milliarden Dollar entgangen sind.
Humanitäre Hilfslieferungen sind bis heute von den Sanktionen ausgenommen.

## Interessensvertretungen
Beide Staaten brachen am 4. April 1980 ihre Beziehungen zueinander ab. Die iranischen diplomatischen Interessen wurden fortan durch die Botschaft Algeriens vertreten. Im Zuge des Algerischen Bürgerkrieges beschuldigte die algerische Regierung Iran, die Groupe Islamique Armé zu unterstützen und brach ihrerseits seine Beziehungen zu Iran ab. Seit März 1992 vertritt deshalb die Botschaft Pakistans die iranischen Interessen in Washington.
Die Interessen der Vereinigten Staaten von Amerika in Iran werden von der schweizerischen Botschaft vertreten.